# Neoempheria proxima
Neoempheria proxima är en tvåvingeart som först beskrevs av Johannes Winnertz 1863.  Neoempheria proxima ingår i släktet Neoempheria och familjen svampmyggor. Inga underarter finns listade i Catalogue of Life.